# Боричевський Артем Іванович
Боричевський Артем Іванович (* 28 червня 1891 c. Серники Рівненської обл. — † 2 листопада 1969) — учасник Першої світової війни, воював на фронтах громадянської війни на Волзі і Обі, Іртиші і Ангарі, на Далекому Сході.
В перші месяці Німецько-радянської війни добровільно йде на фронт. Тричі — у вересні 1941, в грудні 1943 і в лютому 1944 років — був поранений, але постійно повертався на фронт. За уміння, хоробрість, сміливість і геройство, проявлені в боях при операції десантної групи, Боричевський А. І. удостоєний звання Героя Радянського Союзу, а також був нагороджений двома орденами Вітчизняної війни, орденом Червоної Зірки, багатьма медалями. Після війни працював в Зерноградській сільскогосподарській дослідно-селекційній станції. Помер 2 листопада 1969 року.